# Tis u Luk

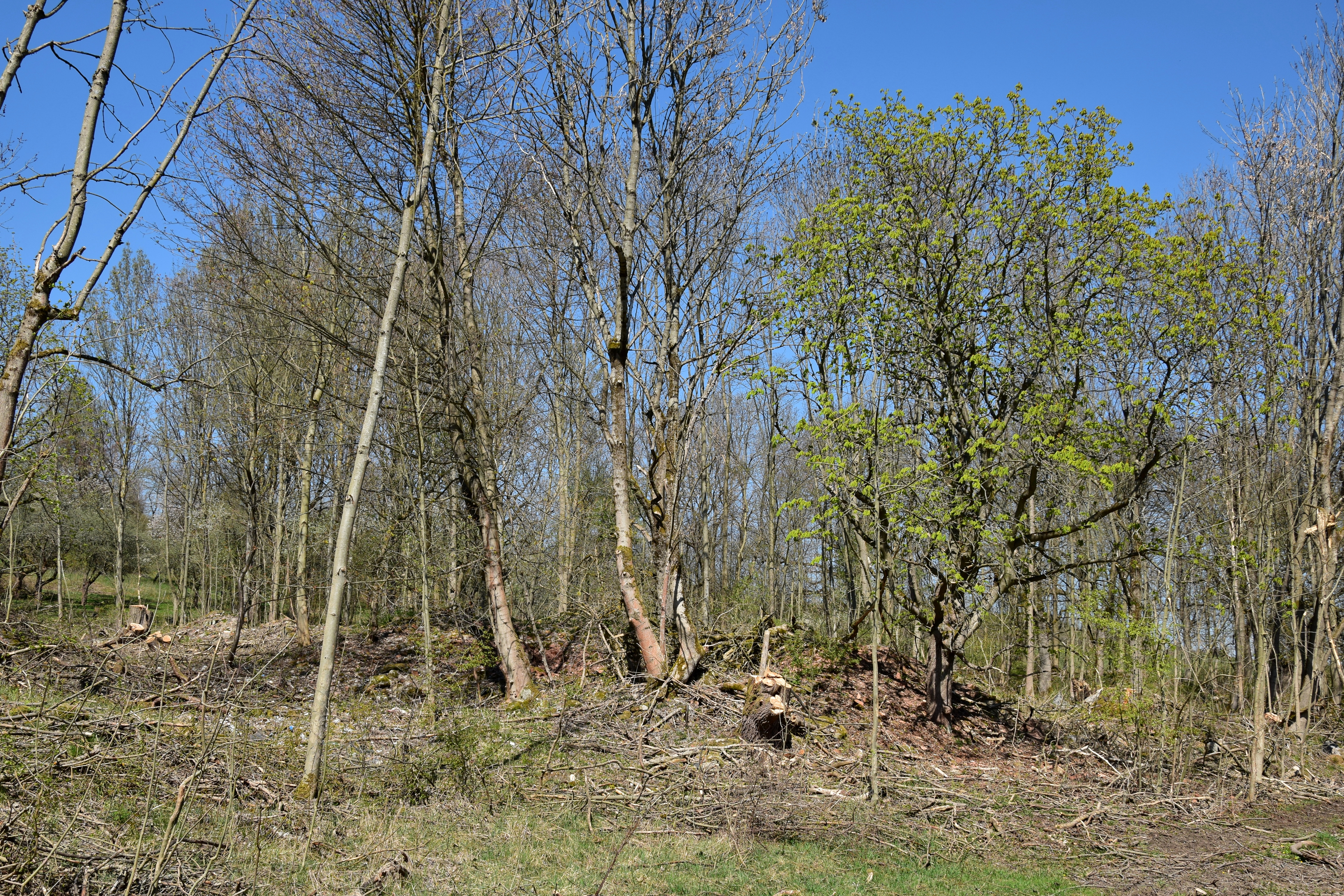
Dorfstelle

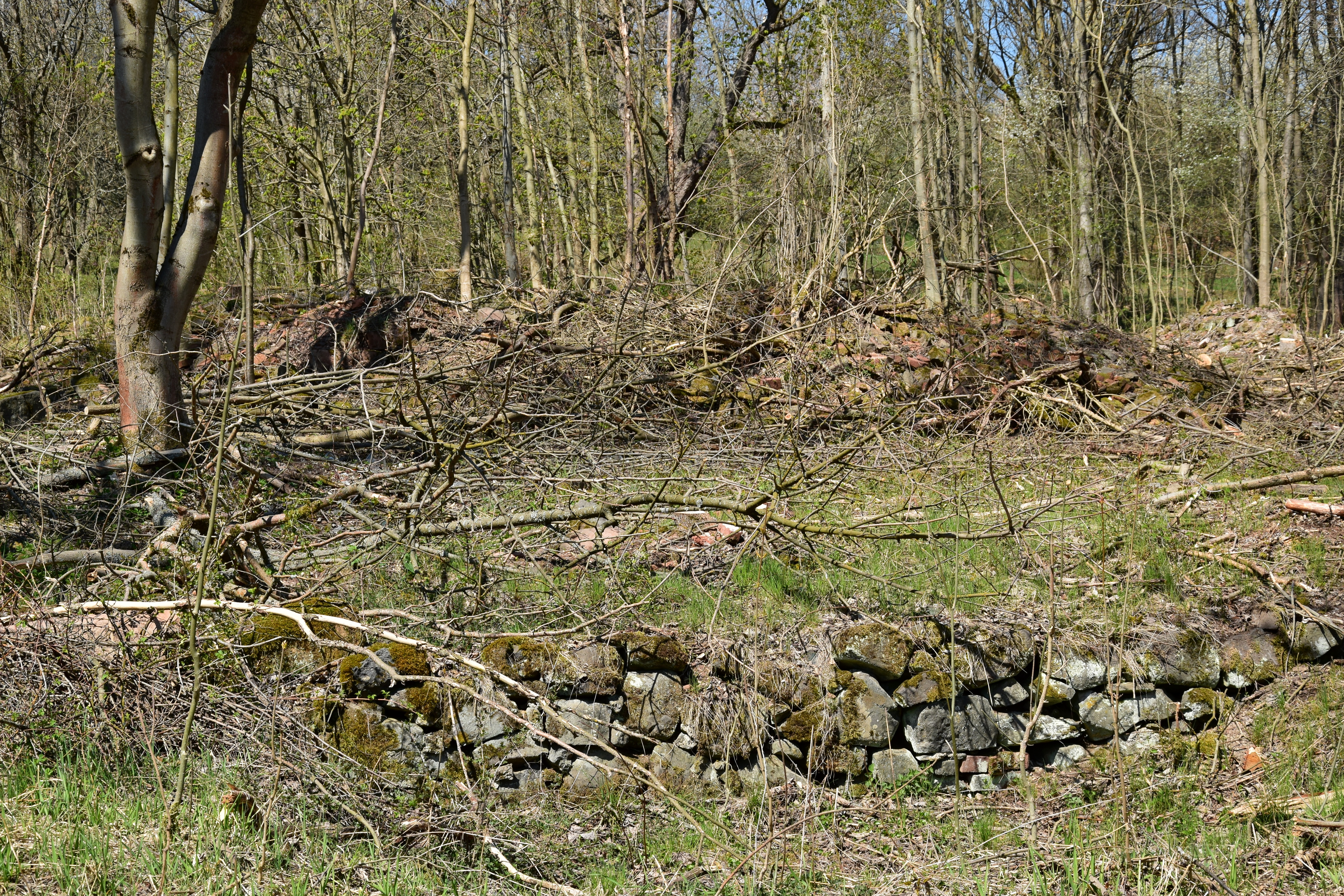
Mauerreste

Tis u Luk (deutsch Tiß bei Luck, früher Tyß) ist eine Wüstung auf dem Gebiet der Gemeinde Bražec in Tschechien. Das erloschene Dorf liegt fünf Kilometer nordöstlich von Bochov und gehört zum Okres Karlovy Vary.

## Geographie
Tis u Luk befand sich rechtsseitig über dem Tal der Malá Trasovka (Kleiner Giesbach, volkstümlich Kuhschwanzbach) in einem geschützten Kessel am südlichen Fuße des Duppauer Gebirges. Das am Osthang eines heute unbenannten Berges (736 m n.m.) gelegene Platzdorf war von allen Seiten durch Berge geschützt: die im Nordosten (721 m n.m.) und Osten (719 m n.m.) tragen ebenfalls keine Namen mehr, südöstlich erhebt sich der Tiský vrch (Flursberg; 731 m n.m.).
Nachbarorte waren Březina (Pirk) und Těš (Tesch) im Norden, Radošov (Reschwitz) und Holetice (Holetitz) im Nordosten, Albeřice (Alberitz) im Osten, Luka (Luck), Záhoří (Serles) und Hřivínov (Mokowitz) im Südosten, Zlatá Hvězda (Stern) und Herstošice (Herscheditz) im Süden, Romes, Nový Dvůr (Neuhof) und Těšetice (Teschetitz) im Südwesten, Bražec (Bergles) und Dolní Valov (Unter Wohlau) im Westen sowie Javorná (Ohorn) und Hradiště (Höfen) im Nordwesten.

## Geschichte
Die erste schriftliche Erwähnung von Tis erfolgte 1487 unter den Gütern der Burg Neuhartenstein. Nachdem Heinrich IV. von Plauen 1532 seinen Sitz auf die Engelsburg verlegt hatte, vereinigte er wenig später die Herrschaften Engelsburg und Neuhartenstein. Als Heinrich V. von Plauen 1563 die Familienherrschaften der Vögte von Plauen mit seinem jüngeren Bruder Heinrich VI. teilte, verblieb die Engelsburg in seinem Besitz. Zwei Jahre später trat er sie an Nikolaus Lobkowitz von Hassenstein ab, der sie 1567 seinem Schwager Heinrich Vitzthum verkaufte. 1570 veräußerten die Vormünder des minderjährigen Dietrich Vitzthum die überschuldete Herrschaft an Caspar Colonna von Fels. Dieser veräußerte das Dorf Tiß 1588 an den Besitzer des Gutes Werschetitz, Heinrich Prollhofer von Burgersdorf. Später wurde das Dorf dem Gut Luk zugeschlagen. 1654 sind in der berní rula für das der Anna Barbara Prollhofer, geborene Stampach von Stambach, gehörige Gut Luk im Dorf Tiß sechs Bauern, von denen einer einen Teich besaß, drei Chalupner sowie zwei Kleinhäusler auf der Gemeinde aufgeführt. Auf den steinigen Feldern wurde Roggen und Weizen angebaut. Die Häuser des Dorfes wurden als schlecht bezeichnet. Eine der Chaluppen erlosch 1665.
In der Mitte des 18. Jahrhunderts erfolgte die Vereinigung der Güter Werschetitz und Luk. 1830 erwarb Johann Anton Hladik die Herrschaft Luk; er veräußerte sie 1838 seiner Tochter Antonia, die mit Wilhelm von Neuberg verheiratet war. Auf der Karte des Stabilen Katasters von 1841 ist die ursprüngliche Hufenstruktur des Kolonisationsdorfes gut erkennbar. Um einen rechteckigen Dorfplatz mit Teich und daneben befindlicher Kapelle sowie Zufahrtswegen an den Ecken reihten sich die Anwesen hufeisenförmig. Die größeren Gehöfte lagen bergseitig, die kleineren unterhalb des Teiches. Weitgehend offen war die Südostseite, hier befanden sich nur drei Häuslerstellen. 1842 umfasste Tyß zehn größere Bauernhöfe und acht Häuslerstellen, von denen einige auf dem Dorfplatz angelegt waren, sowie die Maxmühle im Tal an der Straße nach Reschwitz.
Im Jahre 1845 bestand das im Elbogener Kreis gelegene Dorf Tyß bzw. Tiß aus 21 Häusern mit 98 deutschsprachigen Einwohnern. Unterhalb des Dorfes am Kuhschwanzbach lag die einschichtige Maxmühle bzw. Maxenmühle (Maxův mlýn). Pfarrort war Reschwitz. Bis zur Mitte des 19. Jahrhunderts blieb Tyß dem Gut Werschetitz untertänig.
Nach der Aufhebung der Patrimonialherrschaften bildete Tyß / Tis ab 1850 mit der Einschicht Maxmühle eine Gemeinde Gerichtsbezirk Buchau. Ab 1868 gehörte Tyß zum Bezirk Luditz. Im Jahre 1869 bestand das Dorf aus 21 Häusern und hatte 121 Einwohner. Im Jahre 1900 hatte Tyß 113 Einwohner, 1910 waren es 111. Die alte Kapelle musste zu Beginn des 20. Jahrhunderts wegen Einsturzgefahr abgebrochen werden.
Nach dem Ersten Weltkrieg zerfiel der Vielvölkerstaat Österreich-Ungarn, die Gemeinde wurde 1918 Teil der neu gebildeten Tschechoslowakischen Republik. 1920 erfolgte am alten Standort der Bau einer neuen Kapelle, die der Jungfrau Maria geweiht wurde. Beim Zensus von 1921 lebten in den 20 Häusern von Tiss 105 Deutsche. Seit 1924 führte die Gemeinde zur Unterscheidung vom im gleichen Bezirk gelegenen Dorf Tiß bei Pladen / Tis u Blatna den amtlichen Namen Tiß bei Luck / Tis u Luk. 1930 lebten in den 20 Häusern von Tiß bei Luck 92 Personen.
Nach dem Münchner Abkommen wurde Tiß bei Luck im Oktober 1938 dem Deutschen Reich zugeschlagen und gehörte bis 1945 zum Landkreis Luditz. 1939 hatte die Gemeinde 91 Einwohner. Nach dem Ende des Zweiten Weltkrieges kam Tis u Luk zur wiedererrichteten Tschechoslowakei zurück. Nach der Aussiedlung der deutschen Bewohner wurde Tis u Luk mit Tschechen wiederbesiedelt. Im Zuge der Gebietsreform von 1948 wurde der Okres Žlutice auflöst und die Gemeinde zum 1. Februar 1949 dem Okres Karlovy Vary-okolí zugeordnet. Im Jahre 1950 lebten in den 20 Häusern von Tis u Luk 49 Personen.
1953 erfolgte die erneute Absiedlung des Dorfes und seine Eingliederung in den neuen Truppenübungsplatz Hradiště. Danach wurde das Dorf dem Verfall überlassen und die Häuser später sukzessive abgerissen. Mit der Gemeindegebietsreform von 1960 wurde der Truppenübungsplatz dem Okres Karlovy Vary zugeordnet. Im Zuge der Verkleinerung des Truppenübungsplatzes wurde die Wüstung Tis u Luk Anfang 2016 aus dem  Militärgebiet ausgliedert und der neuen Gemeinde Bražec zugeordnet.
Auf der mit einem Laubwäldchen überwucherten Dorfstelle sind noch Mauerreste einiger Häuser und Schutthaufen zu finden. Erhalten ist ein Kirschgarten sowie die mächtige Rosskastanie auf dem Dorfplatz, neben der die Kapelle stand.

## Ortsgliederung
Die Wüstung Tis u Luk gehört zum Ortsteil Dolní Valov und bildet den Katastralbezirk Bražec u Těšetic.

## Ehemalige Denkmale
- Kapelle der Jungfrau Maria, sie wurde 1920 auf dem Dorfplatz am Ufer des Dorfteiches errichtet und ersetzte einen vor dem Ersten Weltkrieg abgerissenen ursprünglich gotischen, später barock umgebauten Vorgängerbau.[5]